# Jungle (film 2017)
Jungle è un film del 2017 diretto da Greg McLean, basato sulle memorie di Yossi Ghinsberg raccolte nel libro Jungle: A Harrowing True Story of Survival.

## Trama
Nel 1981 molti ragazzi di tutto il mondo erano soliti partire, soprattutto per l'America del Sud, per viaggi ricchi di avventure alla ricerca di resti di civiltà perdute e di tribù indigene. Anche Yossi Ghinsberg, un giovane con sogni avventurosi, abbandona temporaneamente la famiglia e gli studi in Israele per partire per la Bolivia. Per la sua escursione nella foresta amazzonica si affida ad una guida di nome Karl. Con lui ci sono anche Marcus, un insegnante svizzero e Kevin, un fotografo. I tre iniziano il loro viaggio che ben presto si rivela un incubo ed uno spaventoso test psicologico sul coraggio umano. Con il procedere dell'avventura la loro fiducia in Karl viene meno e quando si rendono conto di avere a che fare con un imbroglione e ciarlatano è troppo tardi. Mentre gli altri ritornano indietro, Yossi e Kevin per farlo scelgono la via fluviale facendo rafting sul fiume con una canoa. A causa di forti correnti, i due amici si ribaltano e si perdono di vista. Mentre Kevin viene trovato da un gruppo di indigeni e messo in salvo, Yossi si ritrova solo nella foresta amazzonica dove deve sopravvivere  per 19 giorni patendo la fame, il freddo, alla mercé di animali e insetti e sottoposto alle intemperie. Kevin, molto legato a Yossi, si mette alla sua ricerca chiedendo l'aiuto di aerei e pagando di tasca sua una barca per le ricerche. Riesce nel suo intento ritrovando e salvando Yossi ormai allo stremo.

## Distribuzione
Distribuito nei cinema degli Stati Uniti e arrivato in Italia direttamente sulla piattaforma di streaming Chili.

## Produzione
Le riprese si sono tenute in Bolivia e nella foresta pluviale della Gold Coast australiana.